# فی ولدون
فی ولدون (انگلیسی: Fay Weldon؛ زادهٔ ۲۲ سپتامبر ۱۹۳۱ – درگذشتهٔ ۴ ژانویه ۲۰۲۳) مقاله‌نویس، رمان‌نویس، پدیدآور، و فیلم‌نامه‌نویس اهل بریتانیا بود.